# Prosartes
Prosartes D.Don , es un pequeño género de plantas herbáceas, perennes y bulbosas pertenecientes a la familia Liliaceae. Prosartes se distribuye en América del Norte. Los estudios moleculares han determinado que las especies de cada continente forman clados separados, si bien el género es claramente monofilético.
Este género se ha dispuesto también en las familias Uvulariaceae y Convallariaceae.

## Sinonimia
Hasta hace pocos años este género estaba incluido como una sección del género Disporum Salisbury, como Disporum Salisbury sect. Prosartes (D. Don) Q. Jones. Disporum es un género de la familia Colchicaceae. 

## Descripción
Incluye plantas sin tallos aéreos, las que crecen desde un rizoma subterráneo. Presentan hojas elípticas con nerviación paralela y flores dispuestas en pequeñas umbelas o solitarias. El fruto es una baya ovoide.

## Listado de especies
Algunas de las especies del género Clintonia son:

- Prosartes hookeri Torrey
- Prosartes lanuginosa (Michaux) D.Don
- Prosartes maculata (Buckley) A.Gray
- Prosartes smithii (Hook.) Utech, Shinwari & Kawano
- Prosartes trachycarpa S.Watson